# Amelanchier canadensis
Amelanchier canadensis (L.) Medik. è un arbusto o piccolo albero appartenente alla famiglia delle Rosacee.

## Usi
I frutti sono eduli (commestibili) e hanno un sapore simile ai mirtilli, ma non sono molto appetibili per la scarsità di polpa e per i semi. Possono essere consumati freschi o usati per fare marmellate, conserve e per aromatizzare la grappa. Una volta se ne ricavava anche una bevanda alcolica.
È un'ottima pianta mellifera, ma le piante sono rare e anche se i fiori sono bottinati dalle api  non si riesce a produrre il miele per la scarsa diffusione dell'amelanchier.
È una pianta medicinale ed una pianta officinale: infusi di foglie o corteccia hanno proprietà medicinali quali antipiretiche, antinfiammatorie, antireumatiche, astringenti e diuretiche, mentre il legname non ha particolari usi.